# Psalidoprocne fuliginosa
Psalidoprocne fuliginosa е вид птица от семейство Лястовицови (Hirundinidae).

## Разпространение
Видът е разпространен в Екваториална Гвинея, Камерун и Нигерия.